# Kvarteret Löjtnanten

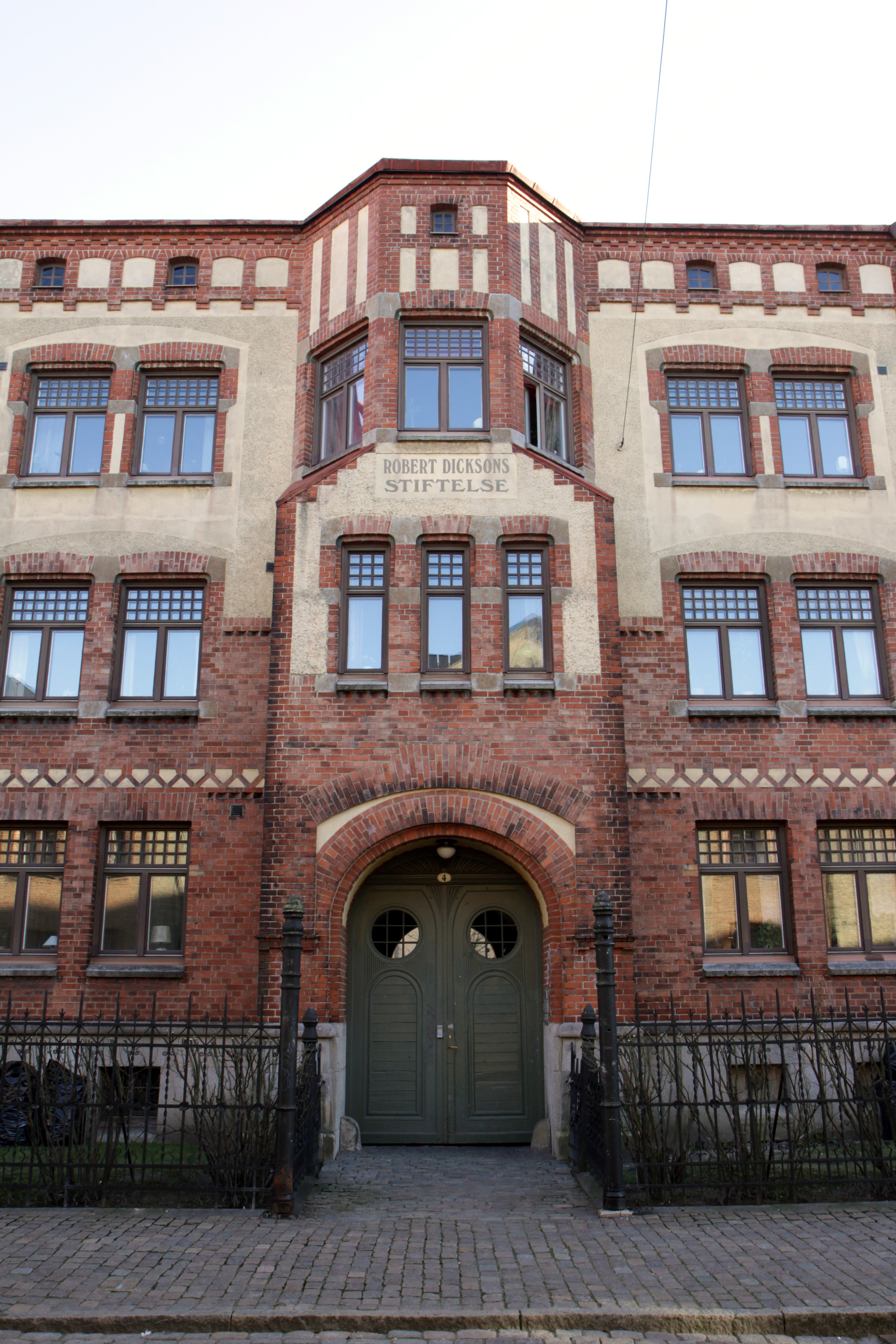
Kvarteret Löjtnanten där varje mittparti betonas av en portgång.

Kvarteret Löjtnanten är en bostadsbyggnad i stadsdelen Haga i Göteborg, vilken upptar hela kvarteret med samma namn. Byggnaden har  fastighetsbeteckningen Haga 6:1 och adresser vid Västra Skansgatan 4,  Kaponjärgatan 3, Haga Nygata 8 och Haga Östergata 7.
Huset uppfördes 1904 på initiativ av Robert Dicksons stiftelse, som fortfarande äger fastigheten. Arkitekt var Hans Hedlund. Kvarteret är byggnadsminne sedan 19 september 2007.

## Beskrivning

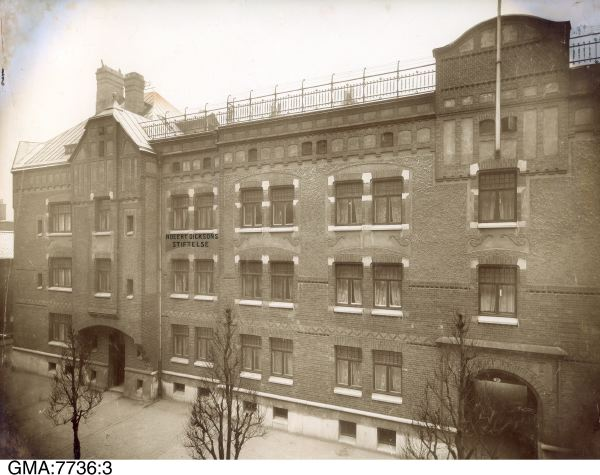
Kvarteret Löjtnanten vid Kaponjärgatan 3. Runt det ännu platta taket fanns ett staket. Foto från 1910, Göteborgs stadsmuseum.

På denna tomt lät stiftelsen ursprungligen bygga sex trähus 1858. Dessa revs redan 1902 och ersattes med nuvarande byggnad, ofta kallad "Slottet i Haga". Huset hade ursprungligen platt tak omgärdat av räcken, som var avsett som rekreationsyta för hyresgästerna.
Trähusen som Robert Dicksons stiftelse uppfört i kvarteret Löjtnanten ersattes med ett enda stort stenhus och denna gång anlitades arkitekten Hans Hedlund. Den nya byggnaden fick lägenheter med 1-2 rum och kök vilket var det vanliga i Haga. Stiftelsens bostäder var bättre utrustade än de flesta och det fanns också annat, som gjorde att huset skiljde sig från de övriga i stadsdelen. 
På taket byggdes en terrass för hyresgästerna. Vid två av kvarterets gatufasader anlades planeringar på förgårdsmark och flera trapphus hade ingång både från gården och direkt från gatan. Storleken och den borg- eller slottsliknande arkitekturen samt bostädernas relativt höga standard gav byggnaden en speciell status. Många Hagabor kallades kvarteret för "Slottet".

## Historik

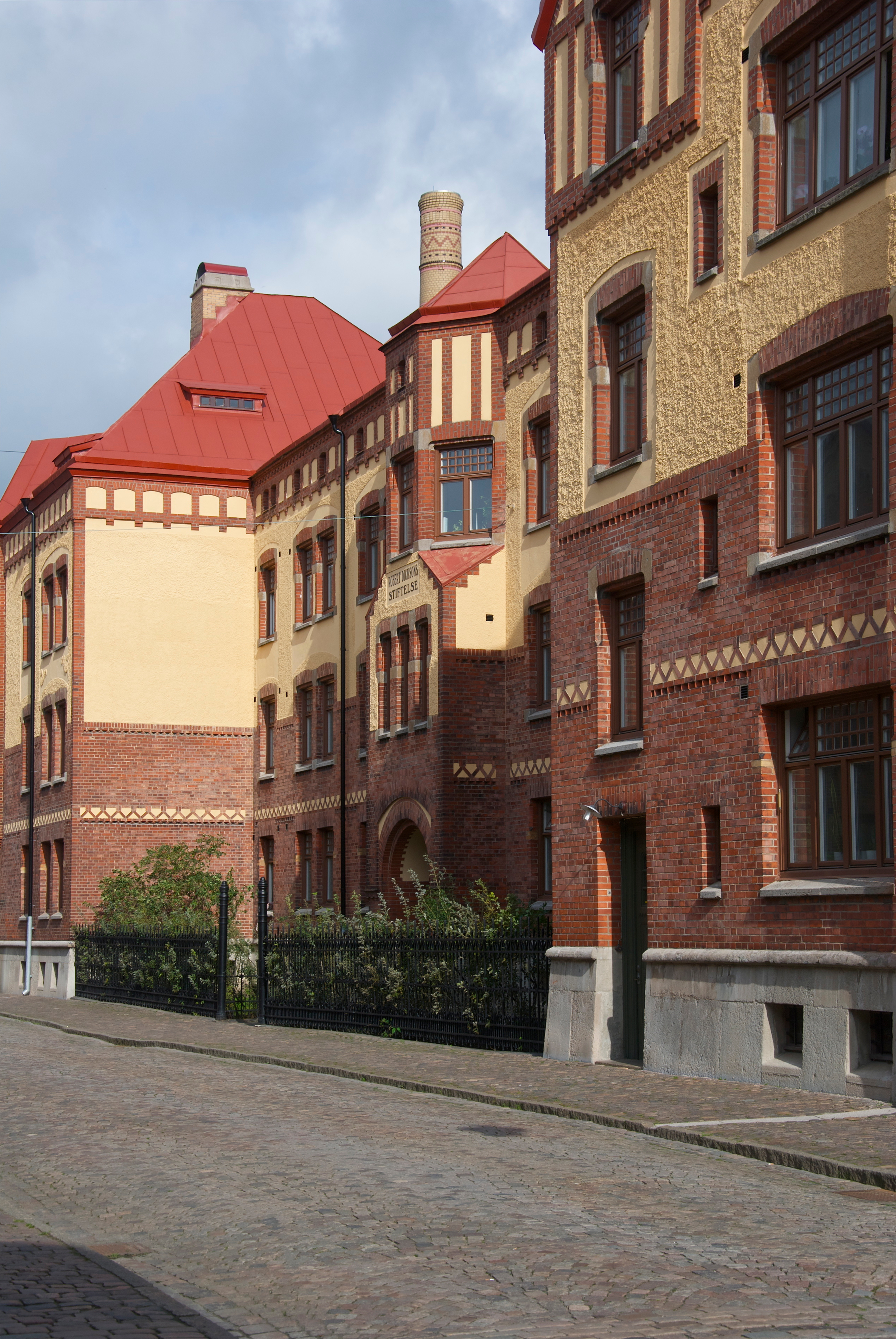
Kvarteret Löjtnanten har planteringar framför de indragna byggnadsdelarna och förträdgårdarna pryds med smäckra järnstaket.

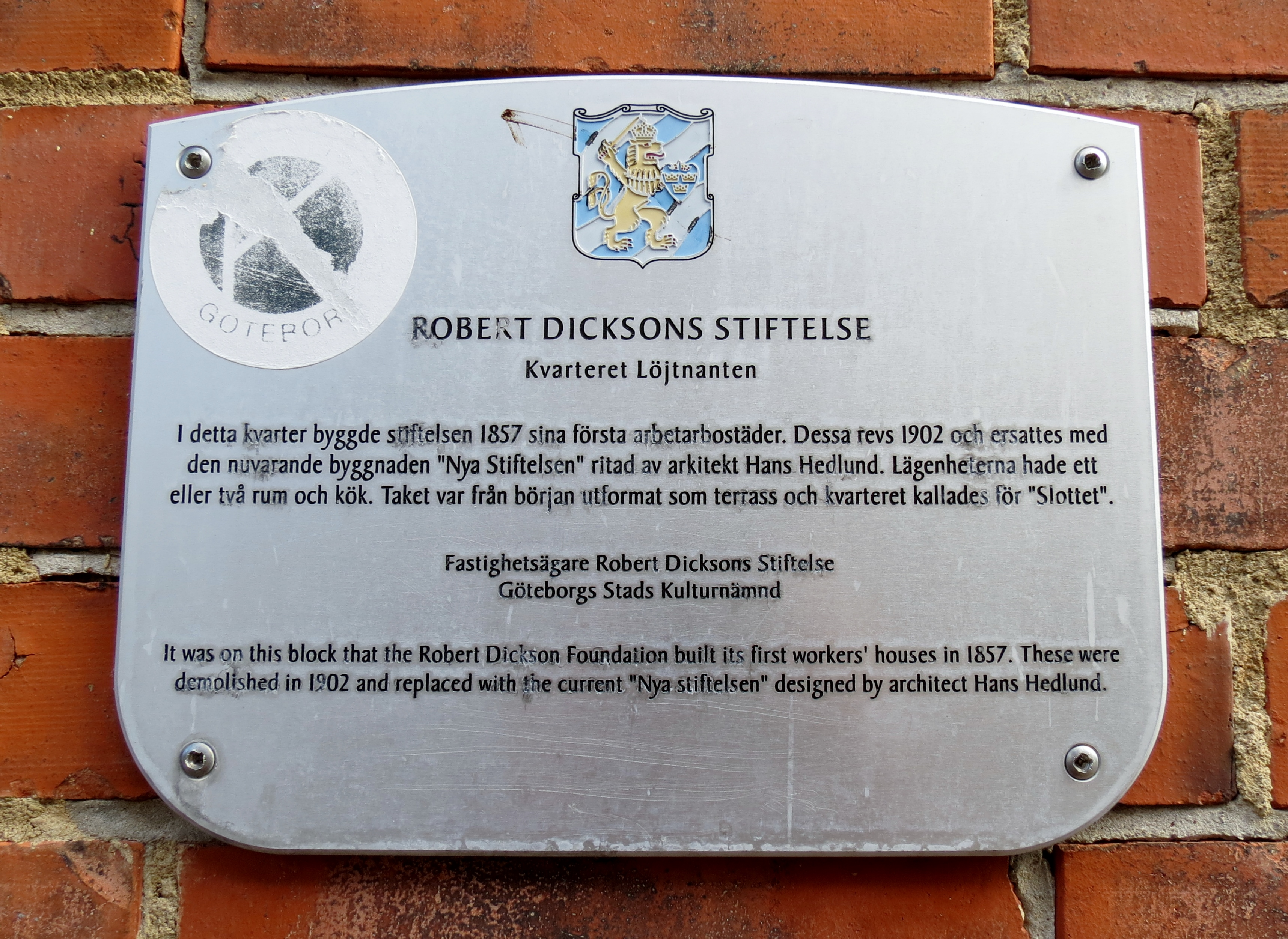
Informationsplakett vid Haga Nygata 8 med text om Kvarteret Löjtnanten och Robert Dicksons stiftelse. Plaketten sattes upp som en del av Göteborgs stads kulturnämnds "Projekt Husmärkning" omkring åren 2000–2001.

Robert Dicksons stiftelse inledde sin byggnadsverksamhet i Haga på 1850-talet med kvarteret Löjtnanten – senare även Kvarteret Fänriken och Kvarteret Majoren. För utformningen anlitades arkitekt Adolf Wilhelm Edelsvärd, som propagerade för ett mer praktiskt byggnadssätt där ekonomi och estetik ingick i en sund och prydlig förening. Edelsvärd, mest känd för sin insats som chefsarkitekt vid SJ och kyrkoarkitekturens förnyare genom införande av nygotiken i Sverige, var en av landets främsta experter på arbetarbostäder. I kvarteret Löjtnanten föreslog han stenhus, men av kostnadsskäl valde ändå stiftelsen trähus och 1857–58 uppfördes sex byggnader i två våningar kring en gemensam gård med tvättstuga, avträden och vedbodar. (Edelsvärds planerade stenhus uppfördes istället år 1860 i grannkvarteret Fänriken). Träbyggnaderna fick 1902 lämna plats för den större kvartersomslutande byggnaden i tre våningar med jugendinspirerade fasader.
Det nya huset ritades av Hans Hedlund, en av Göteborgs mest ansedda arkitekter, och stod klart 1904. Mot gatorna blev fasaderna utförda i rött tegel med mönstermurning och dekorativa inslag av grov spritputs. Kvartershörnen betonades genom tornartade fasaduppbyggnader, varje mittparti genom en portgång och ett gavelmotiv. Gårdsfasaderna utfördes i spritputs med dekorativa inslag av tegel. Längs Haga Nygata och Västra Skansgatan blev byggnadslinjen indragen från gatan mellan hörnpartierna för att ge plats åt förträdgårdar med smäckra järnstaket.
Taket konstruerades mellan tornpartierna som en asfaltbelagd lekgård, men på grund av återkommande läckage ersattes denna med ett flackt plåttak vid en ombyggnad 1928, då även gårdsbyggnaden med bland annat avträden togs bort i samband med att lägenheterna fick WC. Från början inreddes huset med 39 lägenheter på ett rum och kök och 31 lägenheter med två rum och kök fördelade på elva trapphus. Genom igensättning av två portgångar 1928 erhölls ett tillskott av lägenheter.
Den pittoreska tidsenliga arkitekturen berikad av planteringarna framför de indragna byggnadsdelarna, den generösa förekomsten av rymliga trapphus och lekgårdsanläggningen på de platta takytorna mellan hörnpartiernas höga och branta tak gjorde anläggningen föredömlig. Byggnadens storlek och utformning gjorde att den fick namnet "Slottet i Haga".
En större ombyggnad och restaurering genomfördes 1979, varvid hänsyn togs till kulturhistoriska värden. Flera lägenheter slogs samman, men fast inredning bevarades till stor del. I trapphusen bevarades ursprungliga inredningsdetaljer som dörrar, eleganta smidesräcken och gedigna kalkstensgolv. Även vindarna med sina kyrkorumsliknande hörnpartier bibehölls liksom portgångarna. 
Gårdens gatstensbeläggning och vattenposter bevarades och de nya gårdshusen anpassades till den ursprungliga gårdsmiljön. Fasaderna renoverades och de mönstermurade skorstenarna bibehölls delvis. Originalfönstren i bostadsvåningarna ersattes med nya fönster i kraftigare dimensioner, vilket medförde en betydande exteriörförändring, medan originalfönstren i entrépartiernas överdelar och vindsvåningen sparades. Dessa kan användas som förebild om ett byte av lägenheternas fönster blir aktuellt i framtiden.
Kvarteret är bebyggt med ett enda bostadshus, som består av fyra längor runt en helt sluten gård. Taket var ursprungligen utformat som en terrass, men ändrades till ett sadeltak 1928. Ombyggnad med bland annat fönsterbyte genomfördes 1979. Byggnaden är i tre våningar med förhöjda hörnpartier. Fasaderna mot gatan är av rött tegel med mönstermurning och dekorativa inslag av spritputs. Mot gården dominerar putsen och de dekorativa detaljerna är av tegel. Längs Haga Nygata och Västra Skansgatan finns förträdgårdar med smäckra järnstaket.